# João Barbosa Vicente
João Paulo Barbosa Vicente jr. (ur. 1994) – kabowerdeński zapaśnik walczący w stylu wolnym. Brązowy medalista mistrzostw Afryki w 2024 roku.